# 三島鴨神社

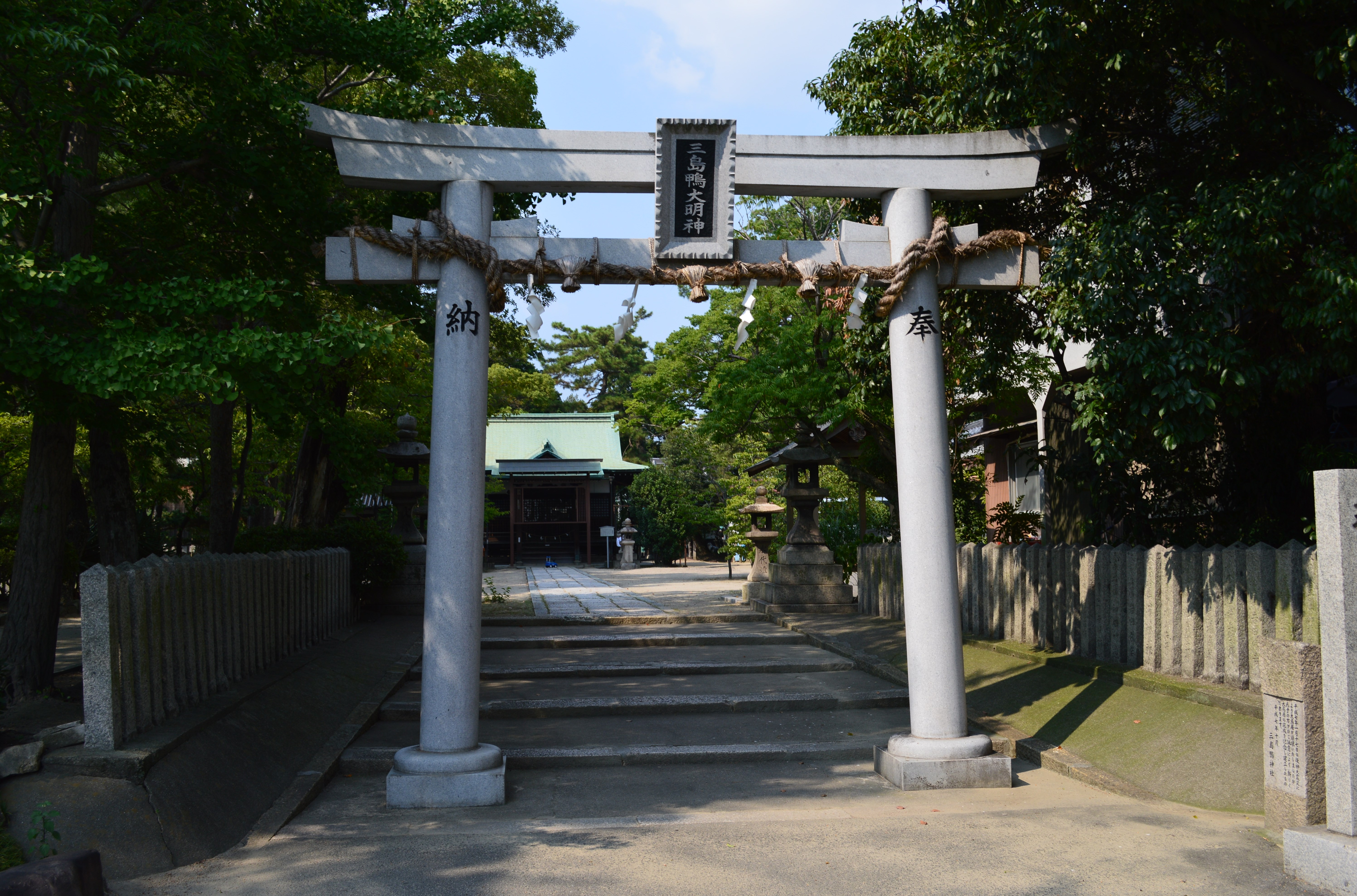
大鳥居

三島鴨神社（みしまかもじんじゃ）は、大阪府高槻市にある神社。式内社論社で、旧社格は郷社。
社伝では、伊予の大山祇神社、伊豆の三嶋大社とともに「三三島」と呼ばれたという。また、日本で最初の三島神社（山祇神社）としている。ただし17世紀以前は「幾島大明神」と称した。

## 祭神
現在の祭神は以下の2柱。
- 大山祇神 （おおやまづみのかみ）

『伊予国風土記』逸文によれば、伊予国乎知郡（越智郡）御島に坐す大山積神（大山祇命に同じ）は、またの名を「和多志の大神」といい、仁徳天皇の御世に百済より渡来して津の国の御島に鎮座していたという。
「津の国の御島」とは摂津国三島（現 高槻市三島江）を指すとされ、この記述によれば大山祇神社（愛媛県今治市）の祭神は元々は当地の神とされる。
ただし、式内社三島鴨神社は、三島にある「鴨神社」の意であり、式内社三島鴨神社と風土記に見える「津の国の御島（＝三島神）」は同じではないという指摘もある。
- 事代主神 （ことしろぬしのかみ）

事代主神は鴨氏の氏神とされ、当地に鴨氏の進出が背景にあるとされる。
『日本書紀』神代巻には、事代主神が八尋熊鰐となって三島溝橛耳の娘・三島溝樴姫（玉櫛媛）のもとに通い、生まれた媛蹈鞴五十鈴媛命が神武天皇の后になったと記す。三島溝橛耳一族の氏神として、当社近くには溝咋神社が祀られている。
古典に見える祭神は、延喜式神名帳が一座の表記であり、主祭神が一柱であったことが分かる。8世紀の伊予国風土記逸文では「大山積神」、1455-57年に成立した『日本書紀纂疏』でも「大山祇神」と記載されている。延喜式神名帳の注釈本として刊行された『特選神名牒』でも「大山積命」とし、事代主神説については本来異なると注釈がある。ただし、これらの文献に見える三島鴨神社は島下郡に所在するとあること、当社が17世紀以前は「三島」ではなく「幾島大明神」と称したことなどから、この三島鴨神社は当社ではなく、論社の鴨神社の可能性がある。
一方、当社と確実に比定できる18世紀以降の文献では、祭神の混乱が見られる。1701年に編纂された『摂陽群談』では三島江村の三島鴨神社として「鴨御祖大神」、1725年の『淀川両岸一覧』では「事代主神」、1735-36年に刊行された『五畿内志』では「大山積命」、1796-98年に刊行された『摂津名所図会』では「事代主神」、1870年の『神社覈録』では「大山祇神」あるいは「大山咋神（鴨御祖大神）」となっている。

## 歴史

### 創建
創建は社伝によると4世紀半ば。当社は元々淀川の川中島（御島）に祀られていたといい、社伝では仁徳天皇が茨田堤を築くにあたって、淀川鎮守の神として百済から遷り祀られたという。
上記の『伊予国風土記』逸文によると、大山積神は百済から摂津国御島に祀られ、次いで伊予国の大山祇神社に遷座したとされる。社伝によると、当社を分社して伊予国に大山祇神社、伊豆に伊豆三島神社（三嶋大社）ができたという。
一方、事代主神が祭神として祀られていることから、地祇系の鴨氏の進出が指摘されている。同説では、すでに淀川の渡船の神として祀られていた大山祇神（三島神）と事代主神（鴨神）が合祀されたことで、「三島鴨神社」の社名が生まれたとしている。

### 概史
国史では、『日本三代実録』元慶8年（884年）12月21日条に、「摂津国三島神」に対して正六位上から従五位下の神階を授けたという記述がある。また延長5年（927年）編纂の『延喜式神名帳』には、式内社として「摂津国島下郡 三島鴨神社」の記載があり、その論社とされる。ただし、上記のいずれも、他の論社として高槻市赤大路町の鴨神社も指摘される。
式内社の比定に関して、当社は島上郡の位置、赤大路町の鴨神社は島下郡の位置とみられ、郡域としては後者の鴨神社が有力視される。また、当社が古くは「幾島大明神」と称したことも、当社を比定しない根拠の1つとされている。一方で、『伊予国風土記』逸文で大山積神の別称として「和多志（渡し）の神」と記すことから、河川から離れた鴨神社はこれに当たらないという指摘もある。いずれにしても、現在も特定には至っていない。
当社は、元々は淀川の中洲である川中島（御島）にあったとされる。しかしながら慶長3年（1598年）の淀川堤防修築の際に現在地に移されたという。元和5年（1619年）には、高槻藩主・松平家信から2石が寄進された。
明治に入り、近代社格制度では郷社に列した。明治41年（1908年）、唐崎神社や天満社等周辺の神社を合祀した。

### 伝説
後白河天皇の中宮建春門院が当社に祈願して高倉天皇を出産したという。また、その御礼に、京都に三島神社を勧請したという。ただし京都の三島神社は、伊豆の三嶋大社を勧請したとする異説もある。

### 神階
- 元慶8年（884年）12月21日、正六位上から従五位下 （『日本三代実録』） - 表記は「三島神」。ただし異論もある

## 境内

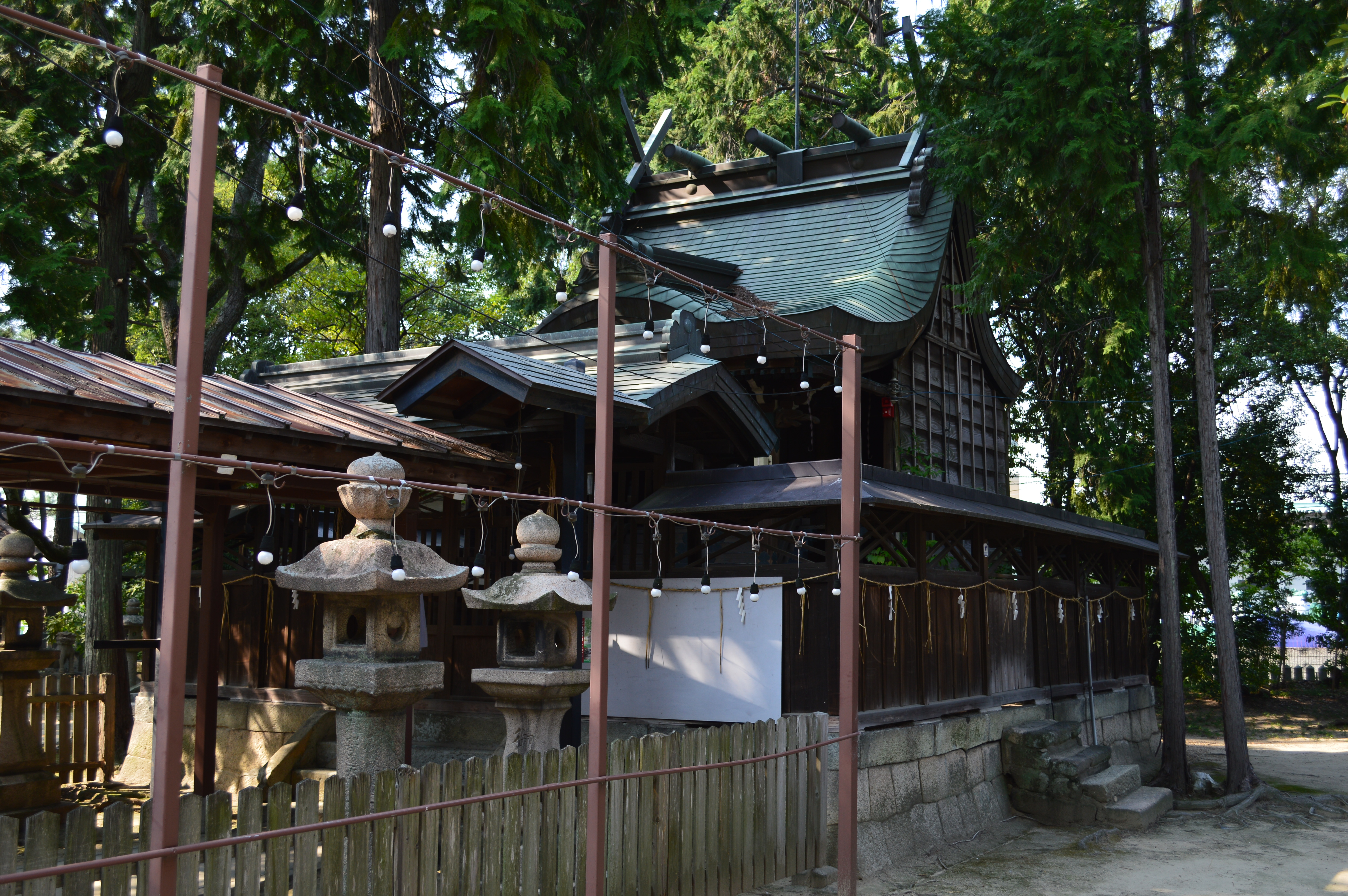
本殿
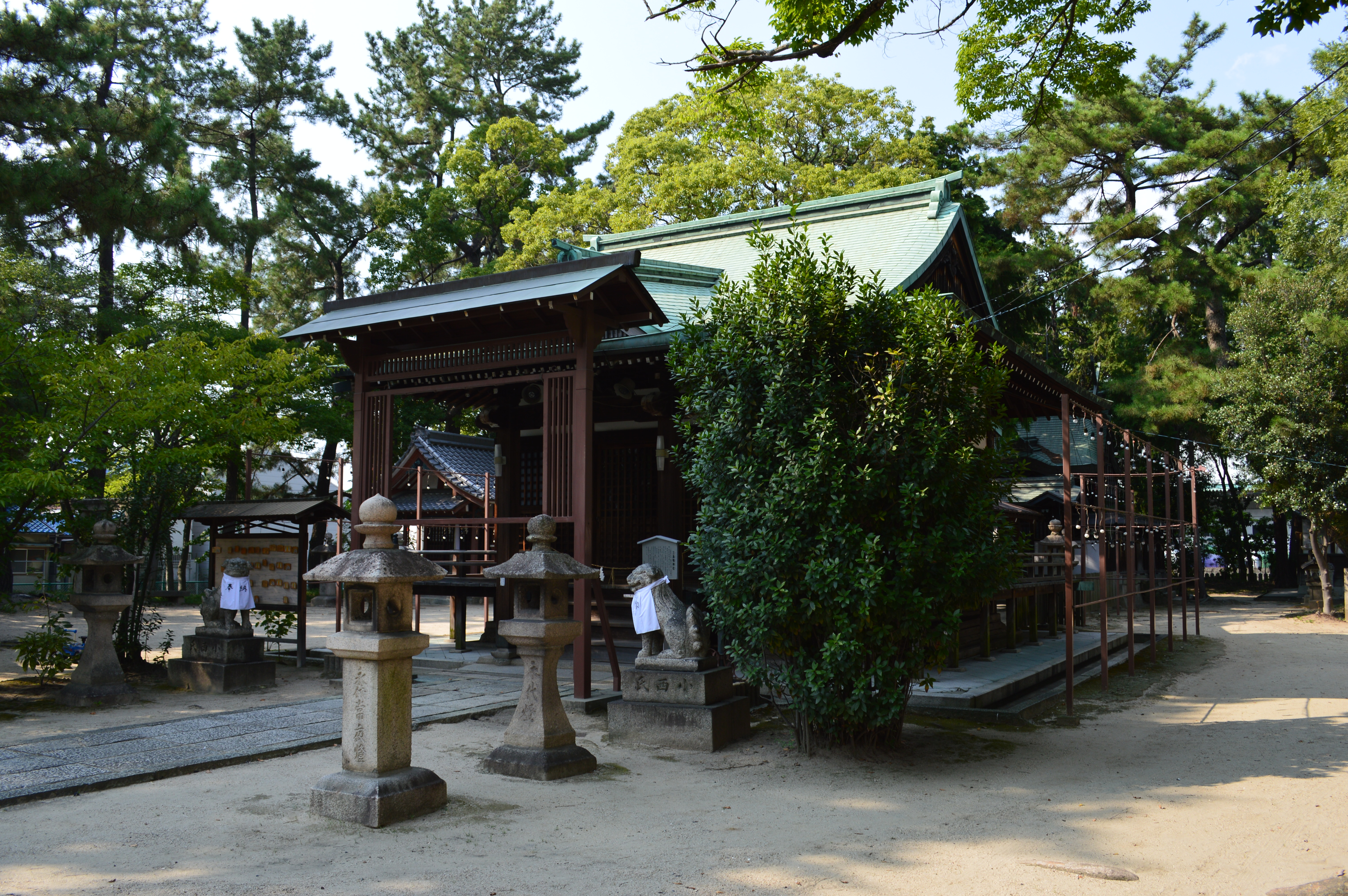
拝殿

## 摂末社
- 八幡宮
- 唐崎神社
- 三社
  - 大将軍社、厳島神社、竃神社
- 國廣大明神

## 祭事
- 月次祭 （毎月1日、15日）[9]
- 歳旦祭 （1月1日）
- 焚上祭 （1月15日）
- 節分祭 （2月3日）
- 春祭 （4月20日）
- 戦没者追悼平和祈念式 （9月）
- 唐崎神社秋祭り （10月20・21日）
- 秋祭宵宮祭 （10月第4土曜）
- 秋祭 （10月第4日曜）
- 七五三詣 （11月1日-30日）
- 御火焚祭 （12月20日）

古くは、『日本書紀』神代上にある事代主神が三島溝樴姫に通ったという故事に基づき、三島溝樴姫を祀る溝咋神社と同日に神幸を行なっていたという。

## 現地情報
所在地
- 大阪府高槻市三島江2-7-37

交通アクセス
- JR西日本高槻駅南口から、高槻市営バス（柱本団地行）で「三島江」バス停下車 （下車後徒歩すぐ）

周辺
- 三島江 - 歌枕の地として知られ、近世以後は淀川の河港として栄えた。